# Engaku-ji (bouddhisme)
Le Zuirokuzan Engaku Kōshō Zenji (瑞鹿山円覚興聖禅寺), ou Engaku-ji (円覚寺), est un des plus importants complexes de temples zen au Japon ; c'est le deuxième des cinq grands temples de Kamakura, préfecture de Kanagawa au sud de Tokyo.

## Histoire
Le temple est fondé en 1282 (ère Kōan) par Mukagu Sogen (Bukko Kokushi), un moine zen chinois, à la demande du maître du Japon d'alors, le régent Hōjō Tokimune après qu'il a repoussé l'invasion mongole de 1274-1281. Tokimune a un engagement de longue date envers le zen et le temple est destiné à rendre hommage à ceux des deux côtés qui sont morts dans la guerre, ainsi qu'à servir comme centre à partir duquel l'influence du zen pourra se propager. Selon les documents de l'époque, lorsque les travaux de construction commencent, un exemplaire du soutra de l'Éveil parfait (engaku-kyō (円覚経)) est extrait à flanc de colline dans un coffre de pierre, ce qui donne son nom au temple.
Le destin du temple fluctue au cours des siècles. Sa forme actuelle est due au prêtre zen Seisetsu qui le reconstruit et le consolide à la fin de époque d'Edo. Au cours de l'ère Meiji, l'Engaku-ji devient le principal centre pour l'enseignement zen dans la région de Kantō. Kosen Roshi et Soyen Shaku sont successivement abbés pendant cette période et Daisetz Teitaro Suzuki est un de leurs élèves. Des cours de zazen sont toujours organisés au temple.

## Bâtiments

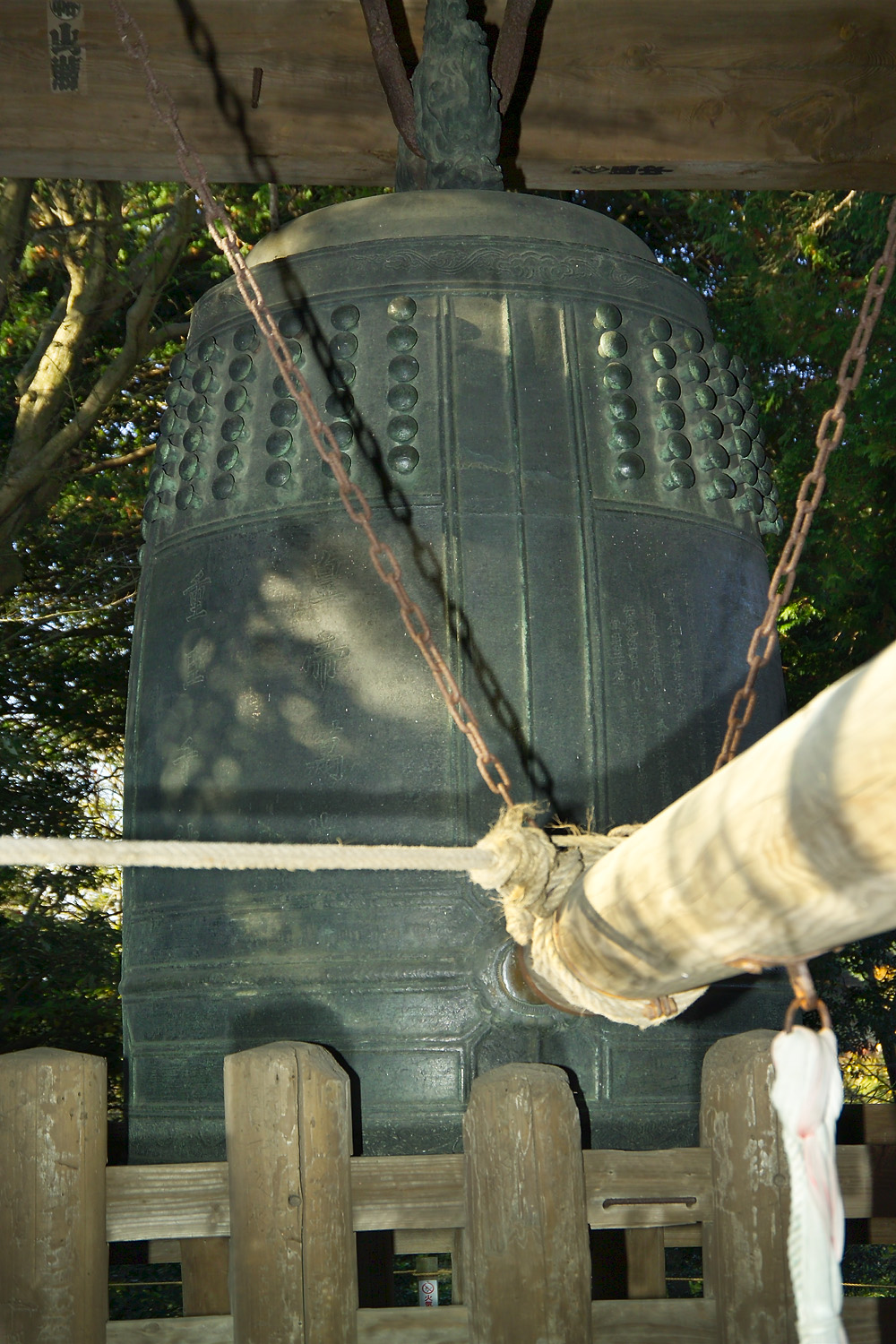
Grande cloche (trésor national).

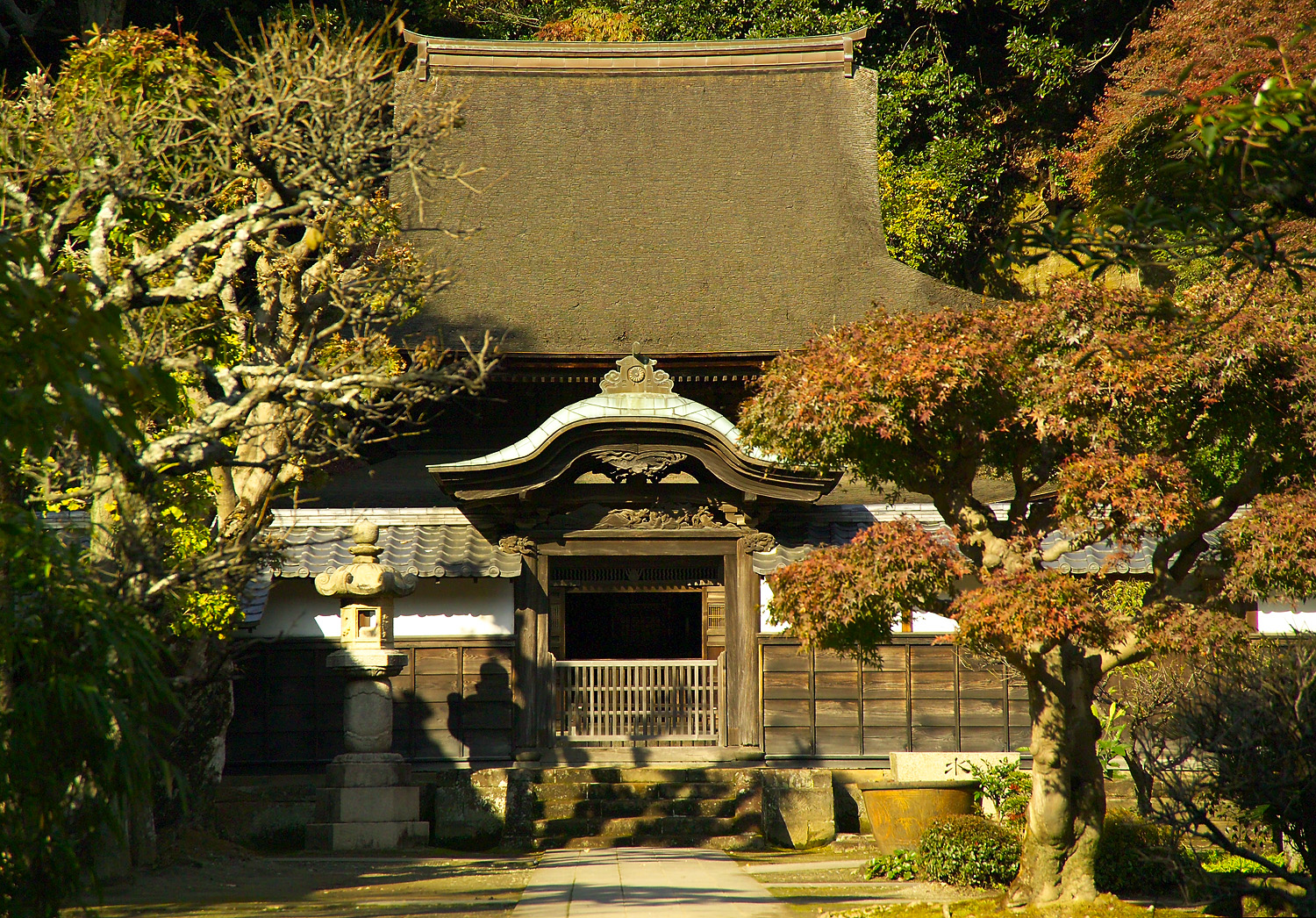
Le shari-den (trésor national).

Le feu a endommagé de nombreux bâtiments à des moments différents, aussi les dates indiquées ci-dessous concernent-elles la construction des bâtiments actuellement en place. Dès l'entrée, les temple se dressent à flanc de colline boisée, avec les bâtiments principaux en ligne droite dans le style chinois ; les bâtiments austères et les arbres se mélangeant dans une plaisante composition. Il y a en tout 18 temples sur le site. Parmi les bâtiments et autres monuments se trouvent :
- la porte principale à un étage, sanmon (山門?), avec une calligraphie encadrée de l'empereur Fushimi ;
- un grand et moderne butsuden (仏殿?, bâtiment principal)[2] ;
- le shari-den (舎利殿?, bâtiment des reliquaires)[3], construit au XVIe siècle dans le style de la dynastie Song et dans lequel est conservée une prétendue dent du Buddha ;
- le butsunichi-an (仏日庵?), au toit recouvert de chaume, qui est le lieu de sépulture de Hōjō Tokimune ;
- l'ōbai-in (黄梅院?), petit temple au toit de chaume contenant une statue de Kannon ;
- la grande cloche (大鐘, ōgane?) (1301) de 2,5 m de haut, la plus grande de toutes les nombreuses cloches de temple de Kamakura ;
- la tombe du réalisateur Yasujirō Ozu portant l'inscription mu (無?, néant)[4].

Le shari-den et la grande cloche sont désignés trésors nationaux.